# Championnats du monde de gymnastique artistique 2018
Navigation
Édition précédente Édition suivante
Les championnats du monde de gymnastique artistique 2018, quarante-huitième édition des championnats du monde de gymnastique artistique, ont eu lieu du 25 octobre au 3 novembre 2018 à Doha, au Qatar.
La cérémonie d'ouverture de ces championnats du monde de gymnastique artistique 2018 aura lieu[Quoi ?] le 25 octobre 2018 de 7h30 à 8h00 (heure française).
La cérémonie de clôture aura lieu[Quoi ?] le 3 novembre 2018 à partir de 17h00 (heure française).

## Participants
Au total 76 nations participent à ces championnats du monde de gymnastique artistique 2018. Cela représente 542 gymnastes dont 287 gymnastes masculins et 255 gymnastes féminines.
| Afrique                                         | Amérique | Asie | Europe | Océanie                                 |
| ----------------------------------------------- | --- | --- | --- | --------------------------------------- |
| - Afrique du Sud (3) - Algérie (2) - Égypte (4) | - Argentine (11) - Bolivie (1) - Brésil (12) - Canada (12) - Chili (2) - Colombie (11) - Costa Rica (3) - Cuba (2) - Équateur (1) - États-Unis (12) - Guatemala (2) - Îles Caïmans (1) - Jamaïque (6) - Mexique (10) - Pérou (3) - République dominicaine (1) | - Chine (12) - Corée du Nord (10) - Corée du Sud (12) - Hong Kong (5) - Indonésie (1) - Irak (3) - Japon (12) - Jordanie (4) - Kazakhstan (7) - Malaisie (4) - Ouzbékistan (7) - Philippines (2) - Qatar (3) - Singapour (2) - Syrie (2) - Taipei chinois (12) - Thaïlande (2) - Viêt Nam (7) | - Allemagne (12) - Arménie (5) - Autriche (11) - Azerbaïdjan (6) - Belgique (12) - Biélorussie (8) - Bulgarie (1) - Chypre (5) - Croatie (6) - Danemark (7) - Espagne (12) - Finlande (12) - France (12) - Géorgie (6) - Grande Bretagne (12) - Grèce (12) - Hongrie (11) - Irlande (4) - Islande (8) - Israël (8) - Italie (12) - Lettonie (3) - Lituanie (3) - Norvège (10) - Pays-Bas (12) - Pologne (4) - Portugal (7) - République tchèque (10) - Roumanie (12) - Russie (12) - Serbie (8) - Slovaquie (6) - Slovénie (5) - Suède (9) - Suisse (12) - Turquie (10) - Ukraine (12) | - Australie (11) - Nouvelle-Zélande (8) |
| 3 pays                                          | 16 pays | 18 pays | 37 pays | 2 pays                                  |

## Programme

### Épreuves
| Épreuves masculines                                                      |  | Épreuves féminines                                  |
| ------------------------------------------------------------------------ |  | --------------------------------------------------- |
| - Anneaux - Arçons - Barre Fixe - Barres parallèles - Saut (H) - Sol (H) |  | - Barres asymétriques - Poutre - Saut (F) - Sol (F) |

### Calendrier
Les qualifications hommes ont lieu les 25 et 26 octobre 2018 de 8 h à 21 h (heure française). Les qualifications femmes ont quant à elles lieu les 27 et 28 octobre 2018 de 8 h à 21 h (heure française).
Les concours et finales s'organisent de la manière suivante, :
| Date                | Date                 | 29 octobre  | 30 octobre  | 31 octobre  | 01 novembre | 02 novembre | 03 novembre |
| Epreuves            | Epreuves             | 29 octobre  | 30 octobre  | 31 octobre  | 01 novembre | 02 novembre | 03 novembre |
| ------------------- | -------------------- | ----------- | ----------- | ----------- | ----------- | ----------- | ----------- |
| Épreuves masculines | Concours par équipes | 14h00-17h00 |             |             |             |             |             |
| Épreuves masculines | Concours individuel  |             |             | 14h00-16h50 |             |             |             |
| Épreuves masculines | Anneaux              |             |             |             |             | 16h30-17h00 |             |
| Épreuves masculines | Arçons               |             |             |             |             | 15h30-16h00 |             |
| Épreuves masculines | Barre fixe           |             |             |             |             |             | 16h30-17h00 |
| Épreuves masculines | Barres parallèles    |             |             |             |             |             | 15h30-16h00 |
| Épreuves masculines | Saut                 |             |             |             |             |             | 14h00-14h40 |
| Épreuves masculines | Sol                  |             |             |             |             | 14h00-14h30 |             |
| Épreuves féminines  | Concours par équipes |             | 14h00-16h10 |             |             |             |             |
| Épreuves féminines  | Concours individuel  |             |             |             | 14h00-16h10 |             |             |
| Épreuves féminines  | Barres asymétriques  |             |             |             |             | 16h00-16h30 |             |
| Épreuves féminines  | Poutre               |             |             |             |             |             | 14h40-15h10 |
| Épreuves féminines  | Saut                 |             |             |             |             | 14h30-15h10 |             |
| Épreuves féminines  | Sol                  |             |             |             |             |             | 16h00-16h30 |

Ce programme est indiqué en heure française et est susceptible d'être modifié.

## Tableaux des médailles
| Rang | Nation         | Or | Argent | Bronze | Total |
| ---- | -------------- | -- | ------ | ------ | ----- |
| 1    | États-Unis     | 4  | 2      | 3      | 9     |
| 2    | Chine          | 4  | 1      | 1      | 6     |
| 3    | Russie         | 2  | 3      | 2      | 7     |
| 4    | Belgique       | 1  | 0      | 0      | 1     |
| 4    | Grèce          | 1  | 0      | 0      | 1     |
| 4    | Corée du Nord  | 1  | 0      | 0      | 1     |
| 4    | Pays-Bas       | 1  | 0      | 0      | 1     |
| 5    | Japon          | 0  | 3      | 3      | 6     |
| 6    | Canada         | 0  | 2      | 0      | 2     |
| 7    | Brésil         | 0  | 1      | 0      | 1     |
| 7    | Royaume-Uni    | 0  | 1      | 0      | 1     |
| 7    | Ukraine        | 0  | 1      | 0      | 1     |
| 9    | Allemagne      | 0  | 0      | 1      | 1     |
| 9    | Italie         | 0  | 0      | 1      | 1     |
| 9    | Mexique        | 0  | 0      | 1      | 1     |
| 9    | Philippines    | 0  | 0      | 1      | 1     |
| 9    | Taipei chinois | 0  | 0      | 1      | 1     |

| Épreuve                                          | Or                     | Argent               | Bronze          |
| ------------------------------------------------ | ---------------------- | -------------------- | --------------- |
| Hommes                                           |                        |                      |                 |
| Concours général par équipes résultats détaillés | Chine                  | Russie               | Japon           |
| Concours général individuel résultats détaillés  | Artur Dalaloyan        | Xiao Ruoteng         | Nikita Nagornyy |
| Anneaux résultats détaillés                      | Elefthérios Petroúnias | Arthur Zanetti       | Marco Lodadio   |
| Arçons résultats détaillés                       | Xiao Ruoteng           | Max Whitlock         | Lee Chih-kai    |
| Barre fixe résultats détaillés                   | Epke Zonderland        | Kōhei Uchimura       | Sam Mikulak     |
| Barres parallèles résultats détaillés            | Zou Jingyuan           | Oleh Vernyayev       | Artur Dalaloyan |
| Saut résultats détaillés                         | Ri Se-gwang            | Artur Dalaloyan      | Kenzō Shirai    |
| Sol résultats détaillés                          | Artur Dalaloyan        | Kenzō Shirai         | Carlos Yulo     |
| Femmes                                           |                        |                      |                 |
| Concours général par équipes résultats détaillés | États-Unis             | Russie               | Chine           |
| Concours général individuel résultats détaillés  | Simone Biles           | Mai Murakami         | Morgan Hurd     |
| Barres asymétriques résultats détaillés          | Nina Derwael           | Simone Biles         | Elisabeth Seitz |
| Poutre résultats détaillés                       | Liu Tingting           | Anne-Marie Padurariu | Simone Biles    |
| Saut résultats détaillés                         | Simone Biles           | Shallon Olsen        | Alexa Moreno    |
| Sol résultats détaillés                          | Simone Biles           | Morgan Hurd          | Mai Murakami    |

## Résultats détaillés

### Hommes

#### Concours général par équipes
Seules les 8 meilleures équipes sont qualifiées pour la finale, cette année 46 équipes ont tenté d'accéder à la finale.
| Rang               | Équipe                    | Sol    | Cheval d'arçon | Anneaux | Saut   | Barres parallèles | Barre fixe | Total   |
| ------------------ | ------------------------- | ------ | -------------- | ------- | ------ | ----------------- | ---------- | ------- |
| Médaille d'or      | Chine                     | 40,798 | 41,898         | 42,873  | 44,432 | 46,133            | 40,500     | 256,634 |
| Médaille d'or      | Deng Shudi                | 14,166 | -              | 14,466  | -      | 14,800            | -          | 256,634 |
| Médaille d'or      | Lin Chaopan               | 13,966 | -              | -       | 14,566 | 15,133            | 13,700     | 256,634 |
| Médaille d'or      | Sun Wei                   | -      | 13,066         | 14,341  | 14,900 | -                 | 14,200     | 256,634 |
| Médaille d'or      | Xiao Ruoteng              | 12,666 | 14,166         | 14,066  | 14,966 | -                 | 12,600     | 256,634 |
| Médaille d'or      | Zou Jingyuan              | -      | 14,666         | -       | -      | 16,200            | -          | 256,634 |
| Médaille d'argent  | Russie                    | 43,199 | 40,465         | 43,691  | 44,565 | 43,266            | 41,399     | 256,585 |
| Médaille d'argent  | David Belyavskiy          | -      | 14,066         | -       | -      | 14,700            | 13,700     | 256,585 |
| Médaille d'argent  | Artur Dalaloyan           | 14,666 | -              | 14,533  | 15,066 | 13,800            | 13,966     | 256,585 |
| Médaille d'argent  | Mykola Kuksenkov          | -      | 13,266         | -       | -      | -                 | -          | 256,585 |
| Médaille d'argent  | Dmitriy Lankin            | 13,933 | -              | 14,600  | 14,466 | -                 | -          | 256,585 |
| Médaille d'argent  | Nikita Nagornyy           | 14,600 | 13,133         | 14,558  | 15,033 | 14,766            | 13,733     | 256,585 |
| Médaille de bronze | Japon                     | 42,099 | 41,733         | 42,549  | 44,132 | 40,632            | 42,599     | 253,744 |
| Médaille de bronze | Kazuma Kaya               | 14,300 | 14,000         | 14,166  | 14,366 | -                 | -          | 253,744 |
| Médaille de bronze | Kenzō Shirai              | 14,933 | -              | -       | 14,966 | -                 | 13,966     | 253,744 |
| Médaille de bronze | Yūsuke Tanaka             | -      | -              | -       | -      | 11,566            | 14,233     | 253,744 |
| Médaille de bronze | Wataru Tanigawa           | 12,866 | 13,600         | 14,183  | 14,800 | 14,566            | -          | 253,744 |
| Médaille de bronze | Kōhei Uchimura            | -      | 14,133         | 14,200  | -      | 14,500            | 14,400     | 253,744 |
| 4                  | États-Unis                | 42,966 | 40,632         | 41,465  | 43,732 | 41,699            | 41,500     | 251,994 |
| 4                  | Sam Mikulak               | 14,333 | 13,033         | 14,266  | 14,366 | 14,833            | 14,500     | 251,994 |
| 4                  | Akash Modi                | -      | -              | 13,833  | -      | 12,866            | 13,600     | 251,994 |
| 4                  | Yul Moldauer              | 14,600 | 13,566         | 13,366  | 14,633 | 14,000            | -          | 251,994 |
| 4                  | Colin Van Wicklen         | 14,033 | -              | -       | 14,733 | -                 | 13,400     | 251,994 |
| 4                  | Alec Yoder                | -      | 14,033         | -       | -      | -                 | -          | 251,994 |
| 5                  | Royaume-Uni               | 42,599 | 40,499         | 41,766  | 43,900 | 40,799            | 39,065     | 248,628 |
| 5                  | Brinn Bevan               | 14,033 | -              | 13,800  | 14,800 | 12,866            | 11,966     | 248,628 |
| 5                  | Dominick Cunningham       | 14,166 | -              | -       | 14,700 | -                 | -          | 248,628 |
| 5                  | Joe Fraser                | -      | 13,300         | 13,866  | -      | 13,700            | 13,466     | 248,628 |
| 5                  | James Hall (gymnastique)  | -      | 11,966         | 14,100  | 14,400 | 14,233            | 13,633     | 248,628 |
| 5                  | Max Whitlock              | 14,400 | 15,233         | -       | -      | -                 | -          | 248,628 |
| 6                  | Suisse                    | 41,299 | 37,132         | 41,065  | 41,399 | 42,266            | 41,133     | 244,294 |
| 6                  | Christian Baumann         | -      | 12,300         | 13,633  | -      | 14,333            | 13,500     | 244,294 |
| 6                  | Pablo Brägger             | 14,066 | -              | -       | 12,433 | 14,000            | 13,433     | 244,294 |
| 6                  | Benjamin Gischard         | 13,933 | 13,066         | 13,366  | 14,433 | -                 | -          | 244,294 |
| 6                  | Oliver Hegi               | -      | 11,766         | -       | -      | 13,933            | 14,200     | 244,294 |
| 6                  | Eddy Yusof                | 13,300 | -              | 14,066  | 14,533 | -                 | -          | 244,294 |
| 7                  | Brésil                    | 41,932 | 35,899         | 42,899  | 42,057 | 39,674            | 41,533     | 243,994 |
| 7                  | Francisco Barretto Júnior | -      | 13,666         | -       | -      | 13,408            | 13,800     | 243,994 |
| 7                  | Lucas de Souza Bitencourt | -      | 12,633         | 13,666  | -      | 13,333            | -          | 243,994 |
| 7                  | Arthur Mariano            | 14,166 | 9,600          | -       | 14,233 | -                 | 14,200     | 243,994 |
| 7                  | Caio Souza                | 13,900 | -              | 14,200  | 14,191 | 12,933            | 13,533     | 243,994 |
| 7                  | Arthur Zanetti            | 13,866 | -              | 15,033  | 13,633 | -                 | -          | 243,994 |
| 8                  | Pays-Bas                  | 38,432 | 38,066         | 38,898  | 42,466 | 41,299            | 41,499     | 240,660 |
| 8                  | Bart Deurloo              | 13,700 | 12,400         | 13,666  | 14,166 | -                 | 14,000     | 240,660 |
| 8                  | Bram Louwije              | -      | 13,033         | -       | 13,800 | -                 | -          | 240,660 |
| 8                  | Frank Rijken              | 10,666 | -              | 12,966  | -      | 13,733            | 13,166     | 240,660 |
| 8                  | Casimir Schmidt           | 14,066 | 12,633         | 12,266  | 14,500 | 13,633            | -          | 240,660 |
| 8                  | Epke Zonderland           | -      | -              | -       | -      | 13,933            | 14,333     | 240,660 |

#### Concours général individuel
Seuls les 24 meilleurs gymnastes ont accès à la finale sur les 115 gymnastes qui ont participé aux qualifications.
| Rang               | Gymnaste        | Pays         | Sol    | Cheval d'arçon | Anneaux | Saut   | Barres parallèles | Barre fixe | Total  |
| ------------------ | --------------- | ------------ | ------ | -------------- | ------- | ------ | ----------------- | ---------- | ------ |
| Médaille d'or      | Artur Dalaloyan | Russie       | 14,800 | 13,400         | 14,533  | 15,133 | 15,566            | 14,166     | 87,598 |
| Médaille d'argent  | Xiao Ruoteng    | Chine        | 14,133 | 14,700         | 14,333  | 14,866 | 15,333            | 14,233     | 87,598 |
| Médaille de bronze | Nikita Nagornyy | Russie       | 14,733 | 13,566         | 14,500  | 14,766 | 14,866            | 13,900     | 86,331 |
| 4                  | Sun Wei         | Chine        | 13,633 | 14,766         | 13,900  | 14,533 | 14,800            | 14,266     | 85,898 |
| 5                  | Sam Mikulak     | États-Unis   | 14,400 | 14,300         | 14,166  | 14,600 | 15,441            | 12,366     | 85,273 |
| 6                  | Kazuma Kaya     | Japon        | 13,800 | 14,100         | 14,000  | 14,366 | 14,766            | 13,733     | 84,765 |
| 7                  | Kenzō Shirai    | Japon        | 14,900 | 12,533         | 13,666  | 15,166 | 14,266            | 14,000     | 84,531 |
| 8                  | James Hall      | Royaume-Uni  | 14,100 | 13,666         | 14,066  | 14,366 | 14,500            | 13,600     | 84,298 |
| 9                  | Artur Davtyan   | Arménie      | 13,700 | 13,800         | 14,341  | 14,733 | 13,766            | 12,800     | 83,140 |
| 10                 | Mários Georgíou | Chypre       | 13,533 | 13,300         | 13,600  | 13,766 | 14,400            | 13,433     | 82,032 |
| 11                 | Néstor Abad     | Espagne      | 13,800 | 13,166         | 13,433  | 13,833 | 14,000            | 13,733     | 81,965 |
| 12                 | Yul Moldauer    | États-Unis   | 14,333 | 12,200         | 13,466  | 14,400 | 14,500            | 13,033     | 81,932 |
| 13                 | Caio Souza      | Brésil       | 13,566 | 11,700         | 13,933  | 14,616 | 14,383            | 13,600     | 81,798 |
| 14                 | Oleh Vernyayev  | Ukraine      | 12,966 | 12,400         | 14,066  | 14,966 | 15,666            | 11,500     | 81,564 |
| 15                 | Ahmet Önder     | Turquie      | 13,966 | 11,666         | 13,866  | 14,233 | 14,666            | 13,166     | 81,563 |
| 16                 | Oliver Hegi     | Suisse       | 13,366 | 11,916         | 12,400  | 14,000 | 14,666            | 14,133     | 80,481 |
| 17                 | Park Min-soo    | Corée du Sud | 12,166 | 13,633         | 13,766  | 13,816 | 13,200            | 13,533     | 80,114 |
| 18                 | Brinn Bevan     | Royaume-Uni  | 14,366 | 11,633         | 13,666  | 13,533 | 14,600            | 11,766     | 79,564 |
| 19                 | Ferhat Arıcan   | Turquie      | 13,166 | 11,525         | 13,000  | 13,966 | 14,600            | 12,900     | 79,157 |
| 20                 | Marcel Nguyen   | Allemagne    | 14,000 | 11,533         | 14,066  | 12,833 | 14,100            | 12,600     | 79,132 |
| 21                 | Pablo Brägger   | Suisse       | 14,133 | 11,933         | 13,200  | 14,200 | 12,000            | 13,566     | 79,032 |
| 22                 | Andrei Muntean  | Roumanie     | 12,333 | 9,833          | 14,125  | 14,433 | 14,650            | 13,000     | 78,374 |
| 23                 | Carlos Yulo     | Philippines  | 14,666 | 12,600         | 12,000  | 13,100 | 14,166            | 10,933     | 77,465 |
| 24                 | Lukas Dauser    | Allemagne    | 13,566 | 12,033         | 12,166  | 13,666 | 12,433            | 12,866     | 76,730 |

#### Anneaux
Sur les 194 gymnastes ayant participé aux qualifications, seuls les 8 premiers sont qualifiés pour la finale aux anneaux.
| Rang               | Nom                    | Pays        | Score D | Score E | Pénalité | Total  |
| ------------------ | ---------------------- | ----------- | ------- | ------- | -------- | ------ |
| Médaille d'or      | Elefthérios Petroúnias | Grèce       | 6,300   | 9,066   | -        | 15,366 |
| Médaille d'argent  | Arthur Zanetti         | Brésil      | 6,200   | 8,900   | -        | 15,100 |
| Médaille de bronze | Marco Lodadio          | Italie      | 6,300   | 8,600   | -        | 14,900 |
| 4                  | Artur Tovmasyan        | Arménie     | 6,100   | 8,666   | -        | 14,766 |
| 5                  | Nikita Nagornyy        | Russie      | 6,000   | 8,733   | -        | 14,733 |
| 6                  | Vahagn Davtyan         | Arménie     | 6,100   | 8,633   | -        | 14,733 |
| 7                  | Nikita Simonov         | Azerbaïdjan | 6,000   | 8,266   | -        | 14,266 |
| 8                  | Ihor Radivilov         | Ukraine     | 6,300   | 7,833   | -        | 14,133 |

#### Arçons
Sur les 202 gymnastes ayant participé aux qualifications, seuls les 8 premiers sont qualifiés pour la finale aux arçons.
| Rang               | Nom              | Pays           | Score D | Score E | Pénalité | Total  |
| ------------------ | ---------------- | -------------- | ------- | ------- | -------- | ------ |
| Médaille d'or      | Xiao Ruoteng     | Chine          | 6,600   | 8,566   | -        | 15,166 |
| Médaille d'argent  | Max Whitlock     | Royaume-Uni    | 6,800   | 8,366   | -        | 15,166 |
| Médaille de bronze | Lee Chih-kai     | Taipei chinois | 6,300   | 8,666   | -        | 14,966 |
| 4                  | Sam Mikulak      | États-Unis     | 5,800   | 8,533   | -        | 14,333 |
| 5                  | Nariman Kurbanov | Kazakhstan     | 6,200   | 7,200   | -        | 13,400 |
| 6                  | Nikita Nagornyy  | Russie         | 5,900   | 6,633   | -        | 12,533 |
| 7                  | David Belyavskiy | Russie         | 4,800   | 7,033   | -        | 11,833 |
| 8                  | Cyril Tommasone  | France         | 5,800   | 5,700   | -        | 11,500 |

#### Barre fixe
Sur les 197 gymnastes ayant participé aux qualifications, seuls les 8 premiers sont qualifiés pour la finale à la barre fixe.
| Rang               | Nom             | Pays           | Score D | Score E | Pénalité | Total  |
| ------------------ | --------------- | -------------- | ------- | ------- | -------- | ------ |
| Médaille d'or      | Epke Zonderland | Pays-Bas       | 6,800   | 8,300   | -        | 15,100 |
| Médaille d'argent  | Kōhei Uchimura  | Japon          | 6,400   | 8,400   | -        | 14,800 |
| Médaille de bronze | Sam Mikulak     | États-Unis     | 6,100   | 8,433   | -        | 14,533 |
| 4                  | Tin Srbić       | Croatie        | 6,400   | 8,100   | -        | 14,500 |
| 5                  | Tang Chia-hung  | Taipei chinois | 6,100   | 8,166   | -        | 14,266 |
| 6                  | Deng Shudi      | Chine          | 6,400   | 7,666   | -        | 14,066 |
| 7                  | Xiao Ruoteng    | Chine          | 6,100   | 7,800   | -        | 13,900 |
| 8                  | Artur Dalaloyan | Russie         | 5,200   | 7,466   | -        | 12,666 |

#### Barres parallèles
Sur les 189 gymnastes ayant participé aux qualifications, seuls les 8 premiers sont qualifiés pour la finale aux barres parallèles.
| Rang               | Nom              | Pays       | Score D | Score E | Pénalité | Total  |
| ------------------ | ---------------- | ---------- | ------- | ------- | -------- | ------ |
| Médaille d'or      | Zou Jingyuan     | Chine      | 7,000   | 9,433   | -        | 16,433 |
| Médaille d'argent  | Oleh Vernyayev   | Ukraine    | 6,700   | 8,891   | -        | 15,591 |
| Médaille de bronze | Artur Dalaloyan  | Russie     | 6,400   | 8,966   | -        | 15,366 |
| 4                  | Sam Mikulak      | États-Unis | 6,400   | 8,833   | -        | 15,233 |
| 5                  | Lin Chaopan      | Chine      | 6,400   | 8,800   | -        | 15,200 |
| 6                  | Jossimar Calvo   | Colombie   | 6,500   | 8,533   | -        | 15,033 |
| 7                  | David Belyavskiy | Russie     | 6,400   | 8,233   | -        | 14,633 |
| 8                  | Lukas Dauser     | Allemagne  | 6,000   | 7,700   | -        | 13,700 |

#### Saut
Sur les 37 gymnastes ayant participé aux qualifications, seuls les 8 premiers sont qualifiés pour la finale au saut de cheval.
| Rang               | Nom                 | Pays          | Saut 1  | Saut 1  | Saut 1 | Saut 1 | Saut 2  | Saut 2  | Saut 2 | Saut 2 | Total  |
| Rang               | Nom                 | Pays          | Score D | Score E | Pén.   | Total  | Score D | Score E | Pén.   | Total  | Total  |
| ------------------ | ------------------- | ------------- | ------- | ------- | ------ | ------ | ------- | ------- | ------ | ------ | ------ |
| Médaille d'or      | Ri Se-gwang         | Corée du Nord | 6,000   | 8,933   | -      | 14,933 | 6,000   | 8,933   | -      | 14,933 | 14,933 |
| Médaille d'argent  | Artur Dalaloyan     | Russie        | 5,600   | 9,266   | -      | 14,866 | 5,600   | 9,300   | -      | 14,900 | 14,883 |
| Médaille de bronze | Kenzō Shirai        | Japon         | 5,600   | 9,150   | -      | 14,750 | 5,200   | 9,400   | -      | 14,600 | 14,675 |
| 4                  | Dominick Cunningham | Royaume-Uni   | 5,400   | 9,133   | -      | 14,533 | 5,600   | 9,200   | -      | 14,800 | 14,666 |
| 5                  | Nikita Nagornyy     | Russie        | 5,600   | 9,200   | -      | 14,800 | 5,600   | 8,900   | -      | 14,500 | 14,650 |
| 6                  | Shek Wai Hung       | Hong Kong     | 5,600   | 9,133   | -      | 14,733 | 5,600   | 8,700   | -0,300 | 14,000 | 14,366 |
| 7                  | Artur Davtyan       | Arménie       | 5,600   | 8,833   | -      | 14,433 | 5,600   | 8,133   | -0,300 | 13,433 | 13,933 |
| 8                  | Caio Souza          | Brésil        | 5,600   | 9,033   | -      | 14,633 | 5,600   | 7,833   | -0,300 | 13,133 | 13,883 |

#### Sol
Sur les 200 gymnastes ayant participé aux qualifications, seuls les 8 premiers sont qualifiés pour la finale au sol. Lors des qualifications Kazuma Kaya et Sam Mikulak étaitent ex æquo à la huitième place c'est pourquoi 9 gymnastes participent à cette épreuve.
| Rang               | Nom             | Pays        | Score D | Score E | Pénalité | Total  |
| ------------------ | --------------- | ----------- | ------- | ------- | -------- | ------ |
| Médaille d'or      | Artur Dalaloyan | Russie      | 6,200   | 8,700   | -        | 14,900 |
| Médaille d'argent  | Kenzō Shirai    | Japon       | 6,800   | 8,066   | -        | 14,866 |
| Médaille de bronze | Carlos Yulo     | Philippines | 6,200   | 8,400   | -        | 14,600 |
| 4                  | Yul Moldauer    | États-Unis  | 5,800   | 8,766   | -        | 14,566 |
| 5                  | Artem Dolgopyat | Israël      | 6,400   | 8,166   | -        | 14,566 |
| 6                  | Nikita Nagornyy | Russie      | 6,400   | 8,100   | -        | 14,500 |
| 7                  | Sam Mikulak     | États-Unis  | 5,700   | 8,533   | -        | 14,233 |
| 8                  | Kazuma Kaya     | Japon       | 5,800   | 8,300   | -        | 14,100 |
| 9                  | Ahmet Önder     | Turquie     | 6,000   | 7,833   | -        | 13,833 |

### Femmes

#### Concours général par équipes
Seules les 8 meilleures équipes sont qualifiées pour la finale, cette année 42 équipes ont tenté d'accéder à la finale.
| Rang               | Équipe                      | Saut   | Barres asymétriques | Poutre | Sol    | Total   |
| ------------------ | --------------------------- | ------ | ------------------- | ------ | ------ | ------- |
| Médaille d'or      | États-Unis                  | 44,666 | 43,799              | 41,799 | 41,365 | 171,629 |
| Médaille d'or      | Simone Biles                | 15,500 | 14,866              | 13,733 | 14,766 | 171,629 |
| Médaille d'or      | Kara Eaker                  | -      | -                   | 14,333 | -      | 171,629 |
| Médaille d'or      | Morgan Hurd                 | 14,633 | 14,433              | -      | 12,966 | 171,629 |
| Médaille d'or      | Grace McCallum              | 14,533 | -                   | -      | 13,633 | 171,629 |
| Médaille d'or      | Riley McCusker              | -      | 14,500              | 13,733 | -      | 171,629 |
| Médaille d'argent  | Russie                      | 41,133 | 42,666              | 39,932 | 39,132 | 162,396 |
| Médaille d'argent  | Lilia Akhaimova             | 13,233 | -                   | -      | 13,100 | 162,396 |
| Médaille d'argent  | Irina Alekseyeva            | 13,600 | 14,000              | 13,500 | -      | 162,396 |
| Médaille d'argent  | Angelina Melnikova          | 14,300 | 14,166              | -      | 12,966 | 162,396 |
| Médaille d'argent  | Aliya Mustafina             | -      | 14,500              | 13,266 | 13,066 | 162,396 |
| Médaille d'argent  | Angelina Simakova           | -      | -                   | 13,166 | -      | 162,396 |
| Médaille de bronze | Chine                       | 42,332 | 41,966              | 38,999 | 39,099 | 162,396 |
| Médaille de bronze | Chen Yile                   | -      | 14,100              | 12,833 | 12,900 | 162,396 |
| Médaille de bronze | Liu Tingting                | -      | 13,400              | 13,766 | -      | 162,396 |
| Médaille de bronze | Liu Jinru                   | 14,336 | -                   | -      | -      | 162,396 |
| Médaille de bronze | Luo Huan                    | 13,533 | 14,466              | -      | 12,866 | 162,396 |
| Médaille de bronze | Zhang Jin                   | 14,433 | -                   | 12,400 | 13,333 | 162,396 |
| 4                  | Canada                      | 43,782 | 39,498              | 38,899 | 39,465 | 161,644 |
| 4                  | Elsabeth Black              | 14,566 | 13,566              | 13,633 | 13,266 | 161,644 |
| 4                  | Brooklyn Moors              | -      | 13,066              | -      | 13,233 | 161,644 |
| 4                  | Shallon Olsen               | 14,800 | -                   | 12,333 | 12,966 | 161,644 |
| 4                  | Sophie Marois               | 14,416 | -                   | -      | -      | 161,644 |
| 4                  | Anne-Marie Padurariu        | -      | 12,866              | 12,933 | -      | 161,644 |
| 5                  | France                      | 41,866 | 41,465              | 39,898 | 38,065 | 161,294 |
| 5                  | Juliette Bossu              | -      | 14,033              | -      | -      | 161,294 |
| 5                  | Marine Boyer                | 13,700 | -                   | 13,966 | 13,166 | 161,294 |
| 5                  | Lorette Charpy              | -      | 13,366              | 13,366 | -      | 161,294 |
| 5                  | Mélanie de Jesus dos Santos | 14,633 | 14,066              | 12,566 | 13,433 | 161,294 |
| 5                  | Louise Vanhille             | 13,533 | -                   | -      | 11,466 | 161,294 |
| 6                  | Japon                       | 41,333 | 39,832              | 39,165 | 39,932 | 160,262 |
| 6                  | Hitomi Hatakeda             | 14,033 | 13,866              | 12,366 | 12,833 | 160,262 |
| 6                  | Nagi Kajita                 | -      | -                   | -      | -      | 160,262 |
| 6                  | Mai Murakami                | 14,600 | 13,133              | 13,766 | 13,766 | 160,262 |
| 6                  | Aiko Sugihara               | -      | -                   | -      | -      | 160,262 |
| 6                  | Asuka Teramoto              | 12,700 | 12,833              | 13,033 | 13,333 | 160,262 |
| 7                  | Brésil                      | 43,666 | 37,665              | 38,366 | 40,133 | 159,830 |
| 7                  | Rebeca Andrade              | 14,633 | 12,966              | 13,300 | -      | 159,830 |
| 7                  | Jade Barbosa                | 14,600 | 12,233              | 11,466 | 13,100 | 159,830 |
| 7                  | Thais Fidelis               | -      | -                   | -      | 13,233 | 159,830 |
| 7                  | Lorrane Saraiva             | -      | -                   | -      | -      | 159,830 |
| 7                  | Flávia Saraiva              | 14,433 | 12,466              | 13,600 | 13,800 | 159,830 |
| 8                  | Allemagne                   | 40,765 | 42,232              | 38,032 | 38,399 | 159,428 |
| 8                  | Kim Bùi                     | 13,466 | 14,133              | -      | 12,866 | 159,428 |
| 8                  | Leah Griesser               | -      | -                   | 12,066 | 12,700 | 159,428 |
| 8                  | Sophie Scheder              | -      | 13,766              | 12,366 | -      | 159,428 |
| 8                  | Elisabeth Seitz             | 13,733 | 14,333              | -      | 12,833 | 159,428 |
| 8                  | Sarah Voss                  | 13,566 | -                   | 13,600 | -      | 159,428 |

#### Concours général individuel
Seules les 24 meilleures gymnastes ont accès à la finale sur les 144 gymnastes qui ont participé aux qualifications.
| Rang               | Gymnaste                    | Pays        | Saut   | Barres asymétriques | Poutre | Sol    | Total  |
| ------------------ | --------------------------- | ----------- | ------ | ------------------- | ------ | ------ | ------ |
| Médaille d'or      | Simone Biles                | États-Unis  | 14,533 | 14,725              | 13,233 | 15,000 | 57,491 |
| Médaille d'argent  | Mai Murakami                | Japon       | 14,566 | 13,566              | 13,666 | 14,000 | 55,798 |
| Médaille de bronze | Morgan Hurd                 | États-Unis  | 14,600 | 14,333              | 12,933 | 13,866 | 55,732 |
| 4                  | Nina Derwael                | Belgique    | 13,566 | 15,100              | 13,733 | 13,300 | 55,699 |
| 5                  | Angelina Melnikova          | Russie      | 14,166 | 14,333              | 13,466 | 13,633 | 55,698 |
| 6                  | Mélanie de Jesus dos Santos | France      | 14,566 | 13,500              | 13,733 | 13,800 | 55,599 |
| 7                  | Chen Yile                   | Chine       | 13,433 | 14,000              | 14,166 | 13,033 | 54,632 |
| 8                  | Flávia Saraiva              | Brésil      | 14,533 | 13,000              | 13,000 | 13,833 | 54,366 |
| 9                  | Luo Huan                    | Chine       | 13,466 | 14,400              | 13,466 | 13,000 | 54,332 |
| 10                 | Asuka Teramoto              | Japon       | 14,633 | 13,733              | 12,900 | 13,033 | 54,299 |
| 11                 | Elissa Downie               | Royaume-Uni | 14,400 | 13,900              | 12,700 | 13,233 | 54,233 |
| 12                 | Elsabeth Black              | Canada      | 14,400 | 12,900              | 13,600 | 13,233 | 54,133 |
| 13                 | Irina Alekseyeva            | Russie      | 13,633 | 13,866              | 13,366 | 12,933 | 53,798 |
| 14                 | Naomi Visser                | Pays-Bas    | 13,466 | 13,800              | 13,033 | 13,033 | 53,332 |
| 15                 | Jade Barbosa                | Brésil      | 14,500 | 13,333              | 12,933 | 12,100 | 52,866 |
| 16                 | Lorette Charpy              | France      | 13,333 | 12,900              | 13,000 | 12,833 | 52,066 |
| 17                 | Denisa Golgotă              | Roumanie    | 14,300 | 12,666              | 11,566 | 13,333 | 51,865 |
| 18                 | Axelle Klinckaert           | Belgique    | 13,700 | 13,066              | 12,266 | 12,800 | 51,832 |
| 19                 | Kelly Simm                  | Royaume-Uni | 13,900 | 13,900              | 11,533 | 12,466 | 51,799 |
| 20                 | Zsófia Kovács (gymnastique) | Hongrie     | 13,600 | 13,133              | 12,966 | 12,066 | 51,765 |
| 21                 | Elisabeth Seitz             | Allemagne   | 13,700 | 14,600              | 10,400 | 12,866 | 51,566 |
| 22                 | Lara Mori                   | Italie      | 13,400 | 12,766              | 12,233 | 13,133 | 51,532 |
| 23                 | Ana Pérez Campos            | Espagne     | 13,566 | 12,900              | 12,366 | 12,500 | 51,332 |
| 24                 | Brooklyn Moors              | Canada      | 13.300 | 12,566              | 11,100 | 13,366 | 50,332 |

#### Barres asymétriques
Sur les 191 gymnastes ayant participé aux qualifications, seuls les 8 premières sont qualifiées pour la finale aux barres asymétriques.
| Rang               | Nom             | Pays        | Score D | Score E | Pénalité | Total  |
| ------------------ | --------------- | ----------- | ------- | ------- | -------- | ------ |
| Médaille d'or      | Nina Derwael    | Belgique    | 6,500   | 8,700   | -        | 15,200 |
| Médaille d'argent  | Simone Biles    | États-Unis  | 6,200   | 8,500   | -        | 14,700 |
| Médaille de bronze | Elisabeth Seitz | Allemagne   | 6,200   | 8,400   | -        | 14,600 |
| 4                  | Luo Huan        | Chine       | 6,000   | 8,500   | -        | 14,500 |
| 5                  | Aliya Mustafina | Russie      | 5,800   | 8,633   | -        | 14,433 |
| 6                  | Morgan Hurd     | États-Unis  | 6,100   | 8,333   | -        | 14,433 |
| 7                  | Rebecca Downie  | Royaume-Uni | 6,100   | 7,233   | -        | 13,333 |
| 8                  | Jonna Adlerteg  | Suède       | 6,200   | 6,966   | -        | 13,166 |

#### Poutre
Sur les 198 gymnastes ayant participé aux qualifications, seuls les 8 premières sont qualifiées pour la finale à la poutre.
| Rang               | Nom                  | Pays       | Score D | Score E | Pénalité | Total  |
| ------------------ | -------------------- | ---------- | ------- | ------- | -------- | ------ |
| Médaille d'or      | Liu Tingting         | Chine      | 6,300   | 8,233   | -        | 14,533 |
| Médaille d'argent  | Anne-Marie Padurariu | Canada     | 6,000   | 8,100   | -        | 14,100 |
| Médaille de bronze | Simone Biles         | États-Unis | 6,200   | 7,400   | -        | 13,600 |
| 4                  | Nina Derwael         | Belgique   | 5,400   | 8,066   | -        | 13,466 |
| 5                  | Elsabeth Black       | Canada     | 4,800   | 8,233   | -        | 13,033 |
| 6                  | Kara Eaker           | États-Unis | 6,200   | 6,733   | -0,100   | 12,833 |
| 7                  | Sanne Wevers         | Pays-Bas   | 5,300   | 6,200   | -        | 12,666 |
| 8                  | Zhang Jin            | Chine      | 5,300   | 6,200   | -        | 11,500 |

#### Saut
Sur les 28 gymnastes ayant participé aux qualifications, seuls les 8 premières sont qualifiées pour la finale au saut.
| Rang               | Nom                | Pays          | Saut 1  | Saut 1  | Saut 1 | Saut 1 | Saut 2  | Saut 2  | Saut 2 | Saut 2 | Total  |
| Rang               | Nom                | Pays          | Score D | Score E | Pén.   | Total  | Score D | Score E | Pén.   | Total  | Total  |
| ------------------ | ------------------ | ------------- | ------- | ------- | ------ | ------ | ------- | ------- | ------ | ------ | ------ |
| Médaille d'or      | Simone Biles       | États-Unis    | 6,000   | 9,266   | -      | 15,266 | 5,800   | 9,666   | -      | 15,466 | 15,366 |
| Médaille d'argent  | Shallon Olsen      | Canada        | 6,000   | 8,600   | -      | 14,516 | 5,400   | 9,033   | -      | 14,433 | 14,516 |
| Médaille de bronze | Alexa Moreno       | Mexique       | 5,800   | 8,800   | -      | 14,600 | 5,600   | 8,916   | -0,100 | 14,416 | 14,508 |
| 4                  | Oksana Chusovitina | Ouzbékistan   | 5,800   | 8,600   | -      | 14,400 | 5,200   | 9,000   | -      | 14,200 | 14,300 |
| 5                  | Yeo Seo-jeong      | Corée du Sud  | 5,800   | 8,833   | -0,100 | 14,533 | 5,400   | 8,533   | -      | 13,933 | 14,233 |
| 6                  | Liu Jinru          | Chine         | 5,600   | 8,600   | -0,100 | 14,100 | 5,800   | 8,400   | -      | 14,200 | 14,150 |
| 7                  | Elsabeth Black     | Canada        | 5,400   | 8,600   | -      | 14,000 | 5,200   | 9,033   | -      | 14,233 | 14,116 |
| 8                  | Pyon Rye Yong      | Corée du Nord | 5,800   | 7,566   | -0,300 | 13,066 | 5,800   | 8,366   | -      | 14,166 | 13,616 |

#### Sol
Sur les 191 gymnastes ayant participé aux qualifications, seuls les 8 premières sont qualifiées pour la finale au sol.
| Rang               | Nom                         | Pays       | Score D | Score E | Pénalité | Total  |
| ------------------ | --------------------------- | ---------- | ------- | ------- | -------- | ------ |
| Médaille d'or      | Simone Biles                | États-Unis | 6,700   | 8,533   | -0,300   | 14,933 |
| Médaille d'argent  | Morgan Hurd                 | États-Unis | 5,500   | 8,433   | -        | 13,933 |
| Médaille de bronze | Mai Murakami                | Japon      | 5,700   | 8,166   | -        | 13,866 |
| 4                  | Angelina Melnikova          | Russie     | 5,700   | 8,133   | -        | 13,833 |
| 5                  | Flávia Saraiva              | Brésil     | 5,500   | 8,366   | -0,100   | 13,766 |
| 6                  | Mélanie de Jesus dos Santos | France     | 5,500   | 8,233   | -0,300   | 13,433 |
| 7                  | Lilia Akhaimova             | Russie     | 5,800   | 7,566   | -        | 13,366 |
| 8                  | Brooklyn Moors              | Canada     | 5,400   | 7,666   | -        | 13,066 |